# 슬리피 할로우 (영화)
《슬리피 할로우》(영어: Sleepy Hollow)는 1999년 공개된 팀 버턴 감독의 고딕 초자연 공포 영화이다. 버턴의 페르소나로 알려진 조니 뎁과 크리스티나 리치가 출연했다. 워싱턴 어빙이 1820년에 발표한 단편 소설 〈슬리피 할로의 전설〉을 각색했다.

## 줄거리
1799년. 수사 양식에 법과학을 적용 중인 뉴욕 순경 이커보드 크레인은 뉴욕주 슬리피홀로의 네덜란드계 마을로 파견된다. 이곳은 연쇄 참수 사건으로 고통받고 있으며, 현재까지 부유한 피터 밴개릿과 그 아들, 그리고 과부 윈십 이렇게 총 셋이 살해된 상황이다. 주민들은 범인이 미국 독립 전쟁에 참전했던 목 없는 헤센병이라고 믿고 있다. 흑마를 타고 다니는 이 언데드 유령이 잃어버린 머리를 찾고 있다는 것이다. 하지만 이커보드는 초자연 현상 이론에 회의적이다. 이커보드는 마을을 이끄는 사업가 볼터스 밴태슬과 아내 레이디 메리 밴태슬, 딸 커트리나, 그리고 다른 원로들을 만난다.
네 번째 희생자가 발생하자 이커보드는 이 희생자의 아들 영 매즈배스를 거둬들인다. 치안 판사 필립스의 귀띔으로 윈십의 시체를 발굴해 검시한 이커보드는 윈십이 임신 중이었음을 알게 된다. 이커보드는 목 없는 기수가 필립스를 죽이는 걸 목격한 뒤 웨스턴 우즈에 들어가 동굴에 사는 노파를 만나고, 노파는 기수의 묏자리 위치가 "망자의 나무"라고 알려준다. 기수의 묘를 파낸 이커보드는 기수의 두개골이 사라져있는 걸 확인하고, 이 두개골을 훔친 자가 기수를 조종해 주민들을 죽이고 있으며 나무는 현세와 이어지는 지옥 문이라고 추측한다.
그날 밤 기수가 마을 산파와 가족, 그리고 여기에 개입하려고 나선 커트리나의 약혼자 브롬까지 죽인다. 이커보드는 이 사태가 무차별 살해가 아니라 어떤 목적을 위한 정교한 음모라고 가정한다. 공증인 하든브룩은 첫 번째 희생자 피터 밴개릿이 실은 비밀리에 윈십과 결혼했으며 전 재산을 윈십과 태내의 아이에게 넘기는 새 유언장을 작성했다고 밝힌다. 이커보드는 모든 희생자가 이 유언의 증인이거나 새 유언장이 없을 경우의 상속 대상이라고 추측하고, 밴개릿의 친척인 볼터스를 용의선상에 올린다.
아버지 볼터스에게 혐의의 화살이 돌아가고 있음을 알게 된 커트리나는 이커보드의 수사 증거를 불태운다. 곧 하든브룩이 자살하고, 목사 스틴윅은 이커보드를 규탄하기 위해 교회에서 주민 회의를 열지만 회의가 시작되기도 전에 볼터스가 나타나 기수가 아내 레이디 밴태슬을 살해했다고 고한다. 기수는 교회에 들어오려 하지만 신성한 장소라 불가능하다. 난리통 속에 마을 원로들은 서로를 공격하고 스틴윅과 외과의 랭커스터가 사망한다. 기수는 창을 통해 작살을 던져 볼터스를 밖으로 끌어내 죽이고 머리를 습득한다.
기수 조종자가 커트리나라는 결론을 내린 이커보드는 커트리나가 그린 도해를 발견하고 기수를 소환하는 데 쓰였다고 믿는다. 하지만 이는 그저 보호 의식에 쓰였을 뿐이며, 레이디 밴태슬의 시체는 가짜라는 게 확인된다. 타인의 시체에 사후에 레이디 밴태슬과 똑같은 상처를 내어 레이디 밴태슬의 시체로 위장했던 것이다.
멀쩡하게 살아있던 레이디 밴태슬은 커트리나 앞에 나타나 자신이 가난한 집에서 태어났으며 지주 밴개릿이 자기 가족을 내쫓고 그 집에 볼터스와 커트리나를 들였다고 설명한다. 1년 만에 어머니가 돌아가시고 숲에서 살 적에 쫓기던 헤센병을 마주친 그녀는 나뭇가지를 분지르며 소음을 내 헤센병의 위치를 알렸고, 헤센병이 목이 잘려 죽는 광경을 보면서 사탄에게 영혼을 바치는 계약을 맺어 헤센병을 목 없는 기수로 부활시켰던 것이다. 레이디 밴태슬은 밴태슬가에 입성한 뒤엔 협박, 정욕 등을 미끼로 마을 원로들을 이용했고, 상속 대상자 전원과 유언장 증인들은 물론 이커보드를 도운 노파 즉 자신의 친여형제까지 살해했다고 밝힌다. 이제 레이디 밴태슬은 커트리나마저 없애기 위해 기수를 불러낸다.
추격전의 소동 속에서 이커보드, 커트리나, 매즈베스, 레이디 밴태슬, 기수는 망자의 나무에 도착한다. 이커보드는 레이디 밴태슬에게서 회수한 기수의 두개골을 기수에게 돌려주어 저주를 깨고 레이디 밴태슬의 조종으로부터 풀어준다. 기수는 레이디 밴태슬을 납치해 함께 지옥으로 간다. 이커보드는 커트리나, 매즈베스와 신세기를 함께 할 뉴욕으로 돌아온다.

## 출연진
- 조니 뎁 - 이커보드 크레인 순경 역
- 크리스티나 리치 - 커트리나 앤 밴태슬 역
- 미란다 리처드슨 - 레이디 메리 밴태슬 역: 실제 결혼 전 성은 아처이나 가짜 성 프레스턴을 쓴다. 커트리나의 새어머니. / 마녀 노파 역: 레이디 밴태슬의 여형제.
- 마이클 갬본 - 볼터스 밴태슬 역: 부유한 농부 겸 사업가.
- 캐스퍼 밴딘 - 브롬 밴브런트 역: 카트리나의 귀족 구혼자.
- 제프리 존스 - 스틴윅 목사 역: 부패한 마을 목사.
- 크리스토퍼 리 - 판사 역
- 리처드 그리피스 - 치안 판사 새뮤얼 필립스: 술고래.
- 이언 맥더미드 - 토머스 랭커스터 외과의 역
- 마이클 고프 - 공증인 제임스 하든브룩 역
- 마크 피커링 - 영 매즈배스 역: 고아.
- 리사 마리 - 레이디 크레인 역: 이커보드의 어머니. 선한 마법을 쓰다가 독실한 남편에게 살해됐다.
- 스티븐 워딩턴 - 킬리언 씨 역
- 크리스토퍼 워컨, 레이 파크 - 목 없는 기수 역: 미국 독립 전쟁 중 머리를 잃은 헤센병.
- 앨런 암스트롱 - 치안관 역
- 제시카 오옐로워 - 세라 역: 하녀.
- 마이클 피스트 - 고문 도구 시연자 역
- 마틴 랜다우 - 피터 밴개릿 역: 목 없는 기수에게 죽은 슬리피홀로의 원로.

## 기타 제작진
- 공동 제작: 케빈 얘거
- 배역: 아일린 스타거, 수지 피기스
- 미술: 릭 하인릭스
- 의상: 콜린 애트우드
- 특수 효과: 짐 미첼, 케빈 얘거, 마크 S. 밀러
- 조감독: 크리스 뉴먼